# 綜合口味
綜合口味（英文：MixFlavor、日文：ミックスフレーバー）是臺灣的一對漫畫家組合，由交往10年後結婚的情侶小莓和大軒這對夫妻倆人共同組合，並共用筆名；作品類型涵蓋輕鬆、溫馨、幽默的故事。代表作有 《摳摳子的綜合口味》、《星期六的情話》、《入伍吧！魔法少女》。

## 成員

### 小莓
小莓，生於高雄市，同大軒一樣是國立雲林科技大學數位媒體設計系畢業。大學畢業後，小莓在某遊戲公司擔任遊戲美術，另以「森莓」為筆名專門繪製精緻風格的遊戲卡牌角色插畫，也擔任過漫畫家彭傑的助手，與大軒共同成立綜合口味。

### 大軒
大軒，生於高雄市，同小莓一樣是國立雲林科技大學數位媒體設計系畢業。大學畢業後，大軒在某網路公司擔任前端工程師，與小莓共同成立綜合口味。

### 概要
綜合口味是這對情侶檔雙人組合共用筆名，這個名稱的意思是希望兩人可以創作出綜合各種酸甜苦辣的作品，並將這些美麗的情感結合生活的小故事呈現給讀者。
2013年3月3日，上述兩人成立綜合口味部落格，開始畫單格或多格的情侶漫畫，以「男朋友的責任」、「第一次見女友的爸爸⋯⋯」等描述男女不對等關係的幽默作品於Facebook走紅；也因在部落格上指導其他素人插畫家如何投稿LINE貼圖而受到LINE Webtoon注意，進而於2014年9月14日時與LINE Webtoon合作，推出以兩人共同飼養的寵物貓「摳摳（本名陳俊尾）」為主角的《摳摳子的綜合口味》網路漫畫，而後與LINE合作的免費貼圖曾創下臺灣地區首日下載量破650萬次的成績，該作品亦於2016年漫畫博覽會舉辦了首次簽書會，並於2019年出版至越南；2017年8月1日再度於LINE Webtoon刊載與謝東霖合作的作品《入伍吧！魔法少女》，該作品亦於2019年臺北國際書展及漫畫博覽會協同知名Coser阿兆舉辦簽書會；至今兩人仍持續以漫畫、插畫、動畫等形式創作中，偶爾也會在國外或臺灣公家機關或民營機構擔任講師開課、舉辦講座。2020年，兩人因新婚旅行遇上武漢肺炎而滯留於日本京都。

## 作品特色
- 可愛的畫風。
- 輕鬆、溫馨、幽默、感人。

## 爭議
- 2015年7月10日，「颱風天請不要做這些事 」圖片一出，引發網友大戰，超過5萬讚、近萬分享和數千留言，有人覺得很有道理，大家應互相體諒；另一派網友則認為不該什麼都無限上綱。[16]

- 2016年8月10日，「男友賓果+女友賓果！測試你是否為男/女友界的模範！ 」圖文被認為是「公主病」養成，內含大量男女刻板印象，引起網友正反面廣大討論。[17]

- 2019年12月10日，「就算你不關心、不投票、投廢票，都會有一個未來成真。[18]」漫畫使用「麥茶、紅茶、綠茶」暗喻2020年中華民國總統選舉的三名候選人，引起超過1萬則分享及討論；部分網友對於抹紅特定候選人感到不快，於留言中展開激烈的爭論。[19]

- 2023年7月6日，由於Threads平臺剛推出時臺灣並沒有中文譯名，雖然由綜合口味所提案的「脆」成爲民間最常用的用法，但仍引發部分支持以「碎」、「串」、「吹」、「睡」⋯⋯等音譯的網友持續不滿，無法接受「th /θ/ 的音」消失。[20][21]

## 著作
- 《摳摳子的綜合口味①》，台灣角川發行，2016年8月，ISBN 9789864732364
- 《摳摳子的綜合口味②（完）》，台灣角川發行，2017年6月，ISBN 9789864737512
- 《綜合口味2019超好吃桌曆》，布克文化發行，2018年10月，ISBN 4717702904616
- 《入伍吧！魔法少女：新訓篇（上冊）》，時報出版發行，2019年1月，ISBN 9789571376912
- 《入伍吧！魔法少女：新訓篇（下冊）》，時報出版發行，2019年1月，ISBN 9789571376929
- 《吸血鬼：薇兒丹蒂①》，自費出版，2019年9月，ISBN 9789869817202
- 《Bí Kíp Thả Thính Của Mèo Coko - Tập 1》，SkyComics發行，2019年9月，ISBN 9786049846786
- 《Bí Kíp Thả Thính Của Mèo Coko - Tập 2》，SkyComics發行，2020年3月，ISBN 9786049846793
- 《入伍吧！魔法少女：部隊篇（上冊）》，時報出版發行，2020年4月，ISBN 9789571381558
- 《入伍吧！魔法少女：部隊篇（下冊）》，時報出版發行，2020年4月，ISBN 9789571381565
- 《土曜日の胸キュン：セレクション①》，自費出版，2022年9月，ISBN 9789869817219
- 《星期六的情話：新編完全版①》，時報出版發行，2023年6月，ISBN 9786263538177
- 《星期六的情話：新編完全版②》，時報出版發行，2024年9月，ISBN 9786263965744

## 連載
- 《摳摳子的綜合口味》，2014年9月14日開始於LINE Webtoon每週連載漫畫，並於2016年12月25日完結篇，共112回。
- 《87分情人》，2016年9月5日開始於酷瞧每週連載動畫，並於2018年5月10日完結篇，共52回。
- 《星期六的情話》，2017年7月8日開始於綜合口味 （页面存档备份，存于）的同名部落格及綜合口味的Facebook每週連載漫畫。
- 《入伍吧！魔法少女》，2017年8月1日開始與謝東霖合作於LINE Webtoon每週連載漫畫，並於2020年4月14日完結篇，共125回。

## 外部連結
- 綜合口味 （页面存档备份，存于）
- 綜合口味的Facebook專頁
- 綜合口味的Instagram帳戶
- Tin/森莓-Pixiv （页面存档备份，存于）
- 摳摳子的綜合口味-LINE Webtoon （页面存档备份，存于）
- 入伍吧！魔法少女-LINE Webtoon （页面存档备份，存于）
- 摩羯座女友的浪漫誰能知？-LINE Webtoon （页面存档备份，存于）
- 天人蕉戰-LINE Webtoon （页面存档备份，存于）
- 另一半-LINE Webtoon （页面存档备份，存于）
- 許文貞.100位漫畫家 畫出台灣味 （页面存档备份，存于）.中國時報.2017-01-01